# Leucochimona matisca
Leucochimona matisca is een vlindersoort uit de familie van de prachtvlinders (Riodinidae), onderfamilie Riodininae.
Leucochimona matisca werd in 1860 beschreven door Hewitson.